# Villa Elisa (Radebeul)
Die Villa Elisa steht im Stadtteil Niederlößnitz der sächsischen Stadt Radebeul, in der Borstraße 19. Sie wurde 1878 durch die Lößnitz-Baumeister Gebrüder Ziller für den Bauunternehmer Carl Christian Petzold errichtet, der sich in derselben Straße auch die große Villa Borstraße 11 bauen ließ und die Villa Borstraße 17 umbaute.

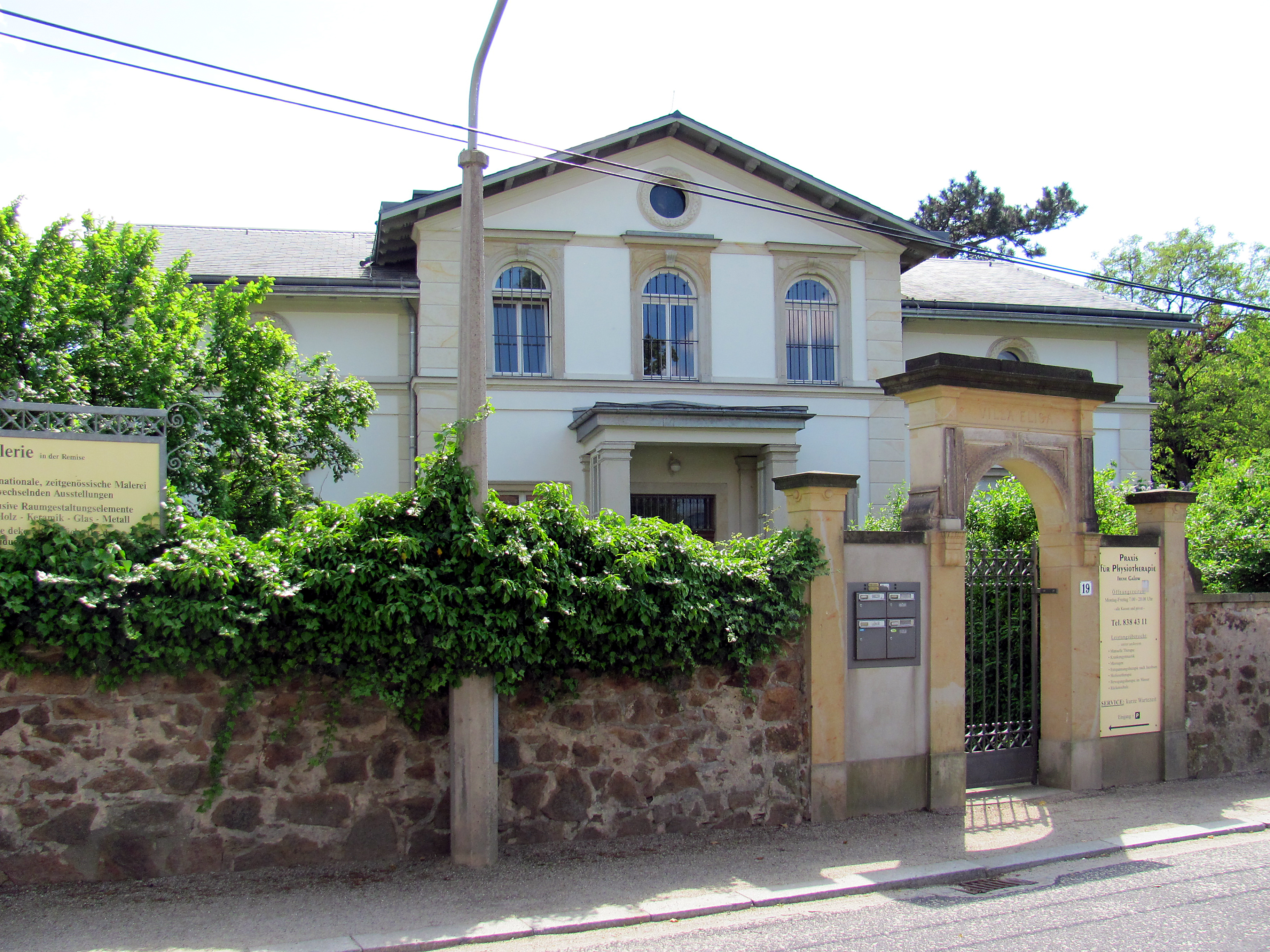
Villa Elisa

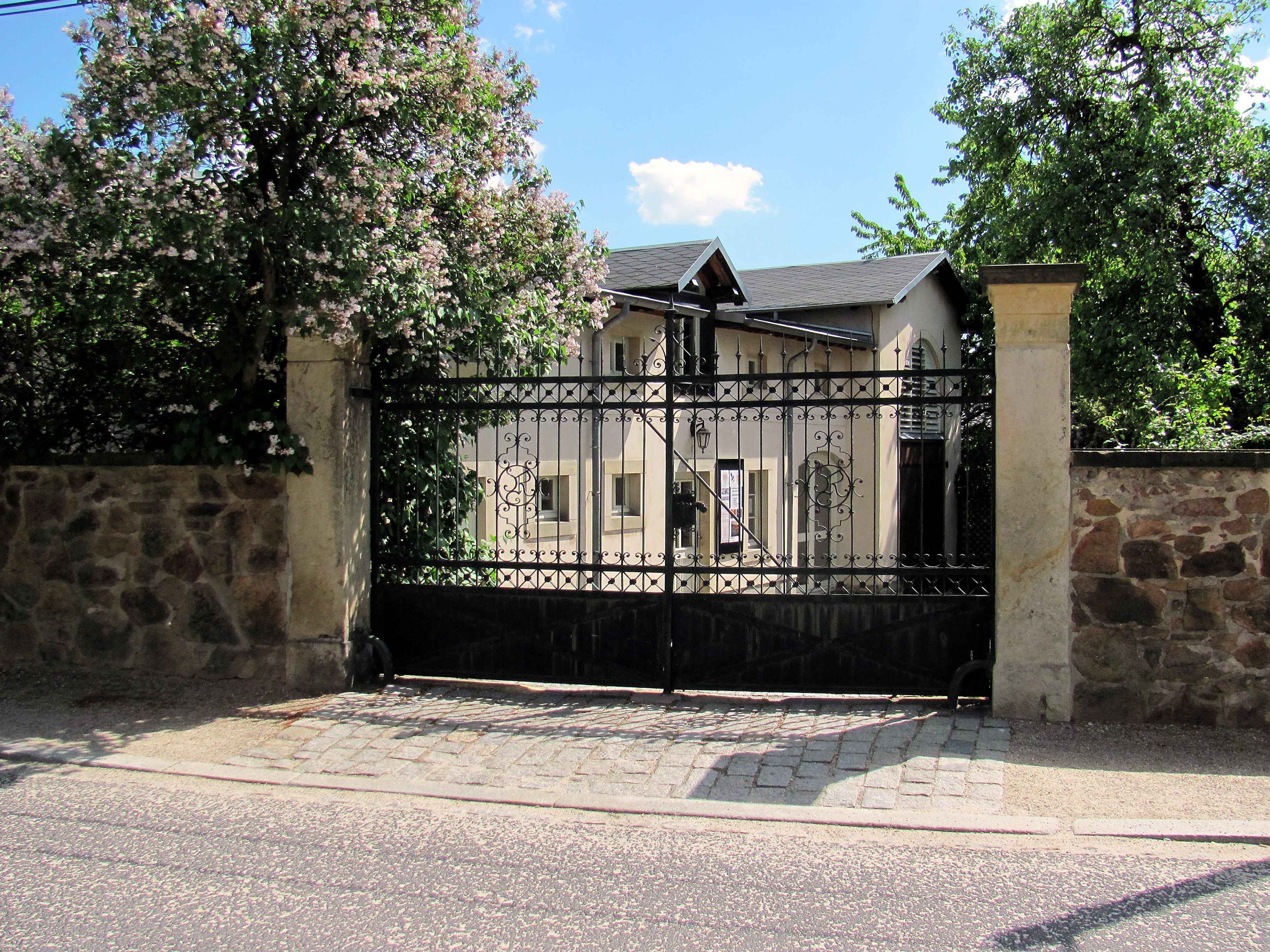
Villa Elisa, Nebengebäude

Als Haus Roederer stand das Gebäude bereits zu DDR-Zeiten unter Denkmalschutz.

## Beschreibung
Die landhausartige, fünfachsige Villa steht zusammen „mit Nebengebäude, Villengarten (mit Brunnen), Toreinfahrt und Einfriedung mit portalartiger Pforte“ unter Denkmalschutz. Der Villengarten gilt als Werk der Landschafts- und Gartengestaltung.
Das Haupthaus ist ein eingeschossiger Putzbau, der traufständig zur Borstraße ausgerichtet ist. Er steht auf einem Souterrain und hat einen mezzaninartigen Kniestock mit Rundfenstern. Obenauf sitzt ein vorkragendes Satteldach. Mittig in den beiden Traufansichten steht ein dreiachsiger und zweigeschossiger Risalit, in dem sich auf der Straßenseite ein Eingangsportal mit Pfeilern befindet. Auf der Gartenseite dagegen ziert den Risaliten ein Balkon. Ein weiterer Eingangsvorbau steht auf der westlichen Giebelseite. Gegenüber, auf der östlichen Giebelseite, steht ein ehemals offener Verandaanbau. Die Fenster sind durch Gewände eingefasst und teilweise durch Verdachungen geschmückt, dazu Lisenen und ein Gesims.
Die ehemalige Remise steht im östlichen (linken) Grundstücksteil. Nah dem Haus hat sie einen Querflügel mit einer Rundbogenöffnung. Auch das Nebengebäude steht auf einem Bruchsteinsockel und ist verputzt.
Der Garten mit einem Pavillon und einem Brunnen wird durch eine Bruchsteinmauer eingefriedet. Vor dem Haus befindet sich in dieser eine verdachte, 2002 teilerneuerte Rundbogenpforte mit pfeilergefassten Halsmauern sowie dem eingemeißelten Häusernamen Villa Elisa. Auf der linken Seite der Einfriedung findet sich ein Einfahrtstor mit Sandsteinpfeilern mit Torflügeln aus Lanzettfeldern.